# Mistake (rivière)
La rivière  Mistake  (en anglais : Mistake River)  est un cours d’eau de la région de  Canterbury dans l’Île du Sud de la Nouvelle-Zélande.

## Géographie
Elle s’écoule vers le sud à partir de la chaîne de ‘Hall Range’ située au  nord-ouest du lac de   Tekapo, tournant vers l’est à l’ouest du lac  .